# 愛娃·布洛斯

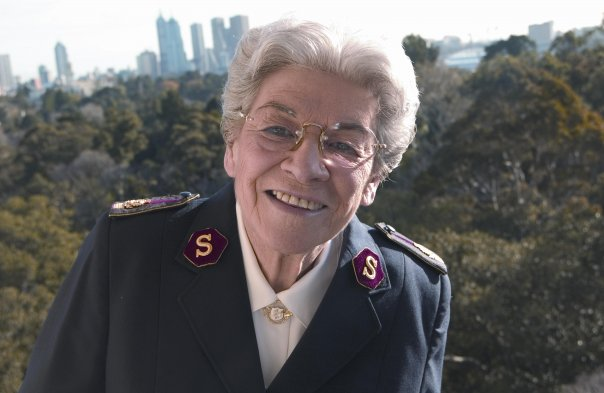
愛娃·布洛斯位於澳洲的訓練學校

愛娃·艾芙琳·布洛斯（英語：Eva Evelyn Burrows，1929年9月15日—2015年3月20日），港澳譯作貝璐思，是第13任救世軍大將（1986－1993）。
她出生於澳大利亞。她成為救世軍的成員後曾於1951年到過昆士蘭州的部隊服事。1952年到1967年間，她曾在辛巴威工作。
| 前任： 雅爾·華斯卓姆 | 救世軍大將 1986–1993 | 繼任： 邦衛·提歐斯里 |